# 芒特普萊森特 (阿肯色州)
芒特普萊森特（英語：Mount Pleasant）是一個位於美國阿肯色州伊澤德縣的城市。

## 地理
芒特普萊森特的座標為35°58′45″N 91°46′02″W / 35.97917°N 91.76722°W，而該地的平均海拔高度為187米（即614英尺）。

## 人口
根據2020年美國人口普查的數據，芒特普萊森特的面積為9.11平方千米，當中陸地面積為9.07平方千米，而水域面積為0.04平方千米。當地共有人口353人，而人口密度為每平方千米38人。